# Königsgalerie Duisburg
Die Königsgalerie Duisburg ist ein Einkaufszentrum in der Duisburger Innenstadt (Stadtbezirk Duisburg-Mitte), das am 27. Oktober 2011 eröffnet wurde. Die Kosten des Umbaus der ehemaligen Galeria Duisburg betrugen ca. 80 Millionen Euro Betrieben wird des EKZ vom französischen Immobilienkonzern Klépierre, der auch das Forum Duisburg betreibt. Vormaliger Betreiber war das Unternehmen Corio, das 2015 von Klépierre übernommen wurde.
Das Einkaufszentrum hatte mit Startschwierigkeiten zu kämpfen. Nach einem Quartal konnte zwar die Besucherzahl von einer Million erreicht werden, aber 19 der 50 Geschäfte waren noch nicht vermietet. Auch nach einem Jahr entsprachen der Vermietungsstand und die Kundenfrequenz noch nicht den Erwartungen. Im Jahr 2024 steht das Shoppingcenter weitgehend leer. Mitte 2024 wurde es an die Schäfer Verwaltungs GmbH verkauft, die ein neues Konzept mit Büro- und Ärztehaus mit Nahversorger und Gastronomie umsetzen will.
Das Markenzeichen der Königsgalerie stellt die „Krone Duisburger Fassung“ bzw. König Heinrichs Krone dar, eine überdimensionale Krone, die in unterschiedlich große Segmente unterteilt an Stahlseilen aufgehängt ist. Einmal in der Stunde werden die verschiedenen Kronensegmente zu einer vollständigen Krone zusammengefügt.